# قضیه گیرسانوف
قضیه گیرسانوف، که به قضیه کامرون-مارتین-گیرسانوف نیز موسوم است، قاعده ایست وابسته به حساب کاتوره‌ای و معادلات دیفرانسیل کاتوره‌ای (SDE). این قضیه ارتباط میان توزیع احتمال دو معادله دیفرانسیل کاتوره‌ای را بیان می‌دارد. این قضیه در نظریه کنترل بهینه کاتوره‌ای، ریاضیات مالی و حساب مالیاوین کاربرد دارد.

## صورت اول قضیه:
دو معادله دیفرانسیل کاتوره‌ای زیر، با توزیع احتمالهای {\displaystyle \mathbb {P} } و {\displaystyle \mathbb {Q} }، را درنظر بگیرید.
{\displaystyle \mathbb {P} :~dX_{t}=dw_{t},\qquad \qquad \mathbb {Q} :~dX_{t}=a(X_{t},t)dt+dw_{t}}در این صورت داریم :
{\displaystyle E_{\mathbb {Q} }{\big \{}f(X_{T}){\big \}}=E_{\mathbb {P} }{\Big \{}{\frac {d\mathbb {Q} }{d\mathbb {P} }}f(X_{T}){\Big \}},\qquad (A1)}که در آن {\displaystyle {\frac {d\mathbb {Q} }{d\mathbb {P} }}} مشتق رادون-نیکودیم بوده و برای آن داریم:{\displaystyle {\frac {d\mathbb {Q} }{d\mathbb {P} }}=\exp {\Bigg \{}{\frac {1}{2}}\int _{0}^{T}a(X_{t})^{2}dt-\int _{0}^{T}a(X_{t})dw_{t}{\Bigg \}},\qquad (A2)}
اثبات: با گسسته‌سازی {\displaystyle [0,T]=\bigcup _{i=1}^{N}{\big \{}[t_{i},t_{i+1}]{\big \}}}، بر طبق SDE اول داریم:{\displaystyle {\hat {\mathbb {P} }}=P_{\mathbb {P} }(X_{0},\ldots ,X_{t_{i}},X_{t_{i+1}},\ldots ,X_{t_{N}})}{\displaystyle =\prod _{i=1}^{N}P(X_{t_{i+1}}|X_{t_{i}})=\prod _{i=1}^{N}{\frac {1}{\sqrt {2\pi \Delta t}}}\exp {\big \{}(X_{t_{i+1}}-X_{t_{i}})^{2}/(2\Delta t){\big \}}=({\frac {1}{\sqrt {2\pi \Delta t}}})^{N}\exp {\Big \{}\sum _{i=1}^{N}(X_{t_{i+1}}-X_{t_{i}})^{2}/(2\Delta t){\Big \}}}
از طرف دیگر برای SDE دوم می توان نوشت:{\displaystyle {\hat {\mathbb {Q} }}=P_{\mathbb {Q} }(X_{0},\ldots ,X_{t_{i}},X_{t_{i+1}},\ldots ,X_{t_{N}})=\prod _{i=1}^{N}P(X_{t_{i+1}}|X_{t_{i}})}{\displaystyle =\prod _{i=1}^{N}{\frac {1}{\sqrt {2\pi \Delta t}}}\exp {\big \{}(X_{t_{i+1}}-X_{t_{i}}-a(X_{t_{i}})\Delta t)^{2}/(2\Delta t){\big \}}=({\frac {1}{\sqrt {2\pi \Delta t}}})^{N}\exp {\Big \{}\sum _{i=1}^{N}(X_{t_{i+1}}-X_{t_{i}}-a(X_{t_{i}})\Delta t)^{2}/(2\Delta t){\Big \}}}
بنابراین داریم:{\displaystyle {\frac {\hat {\mathbb {Q} }}{\hat {\mathbb {P} }}}=\exp {\Big \{}{\frac {1}{2\Delta t}}\sum _{i=1}^{N}{\big (}X_{t_{i+1}}-X_{t_{i}}-a(X_{t_{i}})\Delta t){\big )}^{2}-(X_{t_{i+1}}-X_{t_{i}})^{2}{\Big \}}}{\displaystyle =\exp {\Big \{}\sum _{i=1}^{N}{\frac {1}{2}}a(X_{t_{i}})^{2}\Delta t-2(X_{t_{i+1}}-X_{t_{i}})a(X_{t_{i}}){\Big \}}{\overset {(a)}{=}}\exp {\Big \{}\sum _{i=1}^{N}{\frac {1}{2}}a(X_{t_{i}})^{2}\Delta t-\Delta w_{t_{i}}a(X_{t_{i}}){\Big \}}=\exp {\Big \{}{\frac {1}{2}}\int _{0}^{T}a(X_{t})^{2}dt-\int _{0}^{T}a(X_{t})dw_{t}{\Big \}}}برای تساوی (a) به این نکته مهم توجه شود که {\displaystyle {\frac {\mathbb {Q} }{\mathbb {P} }}} نسبت به توزیع احتمال {\displaystyle \mathbb {P} } نوشته شد، که در نتیجه آن {\displaystyle X_{t_{i+1}}-X_{t_{i}}=\Delta w_{i}}. با قراردادن {\displaystyle \Delta t\to 0} رابطه (A2) بدست می آید. سپس از آنجا که:{\displaystyle E_{\mathbb {Q} }\{f(X_{t})\}=\int f(X_{t}){\frac {d\mathbb {Q} }{d\mathbb {P} }}d\mathbb {P} =E_{\mathbb {P} }{\Big \{}f(X_{t}){\frac {d\mathbb {Q} }{d\mathbb {P} }}{\Big \}}}نتیجه (A1) بدست می آید.

## مراجع
1. ↑  Øksendal, Bernt K. (2003). Stochastic Differential Equations: An Introduction with Applications. Springer, Berlin. ISBN 3-540-04758-1.